# Финкенштейны
Финк фон Финкенштейн (нем. Finck von Finckenstein) — прусский дворянский род, в 1710 г. возведённый Леопольдом I в графское достоинство. 

## Происхождение и история рода
Принадлежали к числу крупнейших землевладельцев на юго-западе Восточной Пруссии. Внесён также в матрикулы лифляндского (1584) и курляндского (1841) рыцарств. Многие представители рода заседали в прусском парламенте, а затем в бундестаге.
Впервые упоминается в 1451 году в лице Михаэля Финке, который приобрёл в 1474 г. замок Роггенхаузен и стал писаться «Финк фон Роггенхаузен». Его потомки приняли фамилию «Финк фон Финкенштейн» и стали претендовать на происхождение от угасшего каринтийского рода Финкенштейнов, владевшего с 1143 г. одноимённым замком над водами озера Фак. Достоверные подтверждения каринтийского происхождения рода отсутствуют.
С 1572 года основной резиденцией Финкенштейнов служил орденский замок Гильгенбург. Его хозяин Эрнст фон Финкенштейн (1633—1717), известный как «богатый пастух», в 1690 г. приобрёл Дойч-Эйлау, а 9 лет спустя — замок Шёнберг и окрестные земли. Всего ему принадлежало 9 тысяч гектаров земли. В XVIII веке к ним присоединилось также поселение Раудниц с недавно построенным усадебным домом.
Больше других возвышению рода способствовал его кузен Альбрехт Конрад (1660—1735), наставник прусских кронпринцев и фельдмаршал времён Войны за испанское наследство, в 1710 г. выхлопотавший для себя и сородичей графский титул. На своих землях он выстроил Финкенштейнский дворец, прозванный восточнопрусским Версалем. После 1782 г. этой усадьбой владела одна из ветвей рода Дона, именовавшая себя Дона-Финкенштейн.
Владения Финкенштейнов в Восточной Пруссии включали имения Заберау, Симнау (до 1929 г.) и Росситен (что на Куршской косе). В Бранденбурге они приобрели в 1751 г. усадьбу Старый Мадлиц, за которой последовали Цибинген (1802), Райтвайн (1842), Дренов, Нидер-Шёнбрунн и Троссин (1871).

## Видные представители
- Карл Вильгельм фон Финкенштейн (1714—1800, сын Альбрехта Конрада), первый министр и ближайший советник Фридриха Великого.
- Катарина Доротея фон Финкенштейн (1700—1728, внучка Эрнста), в замужестве графиня фон Шлибен, через свою внучку Фридерику была предком датского короля Кристиана IX (а следовательно, также Николая II и Елизаветы II).
- Амалия Людовика фон Финкенштейн (1740—1771), в замужестве графиня Витгенштейн, была матерью российского фельдмаршала П. Х. Витгенштейна.
- Граф Бьёрн фон Финкенштейн[нем.] (род. 1958) был мэром Виндхука (столицы Намибии) в 1990-х гг.

В «Приключениях бравого солдата Швейка» фигурирует генерал Финк фон Финкельштейн — пародия на данную фамилию.

## Описание герба
В голубом поле два золотых, соединенных дугами, полумесяца, рогами в стороны, сопровождаемые вверху золотой шестиконечной звездой.
Щит увенчан дворянским некоронованным шлемом. Нашлемник — два золотых, соединенных дугами, полумесяца, рогами в стороны, сопровождаемые вверху золотой шестиконечной звездой. Намет голубой с золотом.